# Mark Lemon
Mark Lemon (Londra, 30 novembre 1809 – Crawley, 23 maggio 1870) è stato un giornalista, commediografo e scrittore inglese, noto soprattutto per essere stato direttore della celebre rivista satirica Punch.

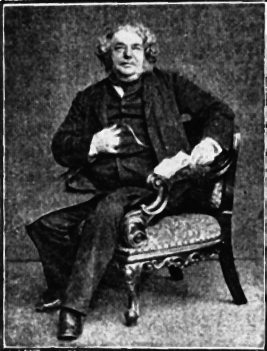
Ritratto (da The History of "Punch", 1895)

Lemon iniziò a scrivere per il teatro a 26 anni; oltre 60 sue opere furono messe in scena a Londra. Contemporaneamente collaborava con diverse riviste e giornali. Fu fondatore e direttore prima di un giornale chiamato Field; nel 1841 concepì insieme a Henry Mayhew l'idea del settimanale Punch, di cui fu direttore dall'uscita del primo numero fino alla propria morte. Nei primi anni, prima che la rivista acquisisse la popolarità a cui era destinata, Lemon ne finanziò la pubblicazione con i profitti ricavati dalle sue opere teatrali.
Lemon era noto anche come lecturer e per il suo talento nell'impersonare figure del teatro shakespeariano. Oltre a commedie, melodrammi e operette, scrisse innumerevoli novelle, centinaia di canzoni, alcuni romanzi, fiabe natalizie e via dicendo.
Morì a Crawley (Sussex), e fu sepolto presso St. Margarets Church, a Ifield.